# Peyrat-le-Château
Peyrat-le-Château ist eine Gemeinde im Zentralmassiv in Frankreich. Sie gehört zur Region Nouvelle-Aquitaine, zum Département Haute-Vienne, zum Arrondissement Limoges und zum Kanton Eymoutiers. Die Bewohner nennen sich Castel Peyratois.

## Geografie
Die Nachbargemeinden sind Saint-Junien-la-Bregère im Nordwesten, Saint-Martin-Château im Nordosten, Royère-de-Vassivière im Osten, Beaumont-du-Lac im Südosten, Saint-Amand-le-Petit im Süden, Augne im Südwesten und Saint-Julien-le-Petit.
Peyrat-le-Château hat im Osten einen Anteil am See namens Lac de Vassivière.
Die Maulde kommt vom Norden und verlässt Peyrat-le-Château in Richtung Westen.
Die vormalige Route nationale 140 führt durch die Gemeindegemarkung.

## Sehenswürdigkeiten

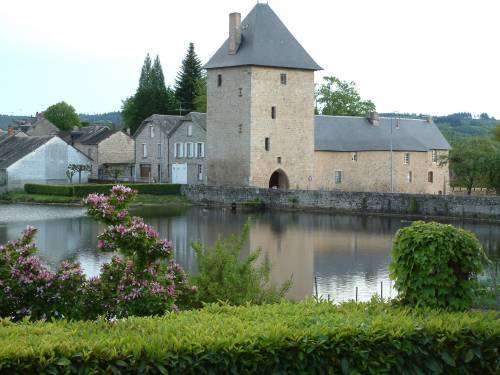
Schloss

- Schloss, ein Monument historique

## Bevölkerungsentwicklung
| Jahr      | 1962 | 1968 | 1975 | 1982 | 1990 | 1999 | 2008 | 2013 |
| --------- | ---- | ---- | ---- | ---- | ---- | ---- | ---- | ---- |
| Einwohner | 1551 | 1594 | 1518 | 1294 | 1194 | 1081 | 1012 | 926  |

## Söhne und Töchter der Gemeinde
- Gilles Lalay (1962–1992), Motorradrennfahrer